# كينت جنسن
كينت جنسن (بالإنجليزية: Kent Jensen)‏ هو موسيقي أمريكي، ولد في 31 مارس 1954.